# Samtgemeinde Land Hadeln
La Samtgemeinde Land Hadeln est une Samtgemeinde, c'est-à-dire une forme d'intercommunalité de Basse-Saxe, de l'Arrondissement de Cuxhaven, au nord de l'Allemagne. Elle regroupe 14 municipalités.

## Municipalités
1. Ihlienworth (1 643)
2. Neuenkirchen (1 387)
3. Nordleda (1 117)
4. Odisheim (554)
5. Osterbruch (553)
6. Otterndorf, ville * (7 068)
7. Steinau (889)
8. Wanna (2 256)

## Source de la traduction
- (de) Cet article est partiellement ou en totalité issu de l’article de Wikipédia en allemand intitulé « Samtgemeinde Land Hadeln » (voir la liste des auteurs).